# Jakob Reissig
Jakob Reissig oder Reißig (auch Georg Jacob Reißig; * 1. Januar 1800 auf dem Krähberg; † 19. Juli 1860 in Darmstadt) war ein deutscher Forstmann und Verwaltungsbeamter.

## Leben
Reissig war Sohn eines Wildmeisters im Odenwald. Seine frühe Ausbildung ist nicht überliefert. 1817 und 1818 wurde er vom Steuerbeamten Heß in Erbach in Mathematik unterrichtet; bei ihm lernte er auch die Feldvermessung. Sein Vater unterrichtete ihn in der Forstkunde. 1821 bestand er die Staatsprüfung für die Forstverwaltung.
Reissig wurde 1822 in das Sekretariat des Oberforstkollegiums aufgenommen. Als er sich 1828 um eine Stelle als Revierförster bewarb, galt er beim Oberforstkollegium als unverzichtbar. Am 7. September 1832 wurde er zum Oberforstsekretär, am 3. Februar 1849 zum Ministerialsekretär bei dem Großherzoglichen Ministerium der Finanzen mit dem Rang eines Wirklichen Kollegialrats in Darmstadt befördert. Dort wirkte er bis zu seinem Tod. Er machte sich um die Verbesserung des Forstvermessungs-, Forsttaxationswesens und der Holzvermessung verdient und galt als besonders gründlicher Beamter.
Reissig war zudem ein eifriger Naturbeobachter, der mehrere Sammlungen anlegte, besonders solche mit Insekten. Ein Großteil der Sammlungen wurde von der Senckenbergischen Stiftung aufgenommen.

## Werke (Auswahl)
- mit Karl Tenner und Johannes Reutzel: Tafeln zur Berechnung der Coordinaten ohne Logarithmen bei Gemarkungs-, Flur- und Gewann-Vermessungen, sowie bei Forstvermessungen und Wasserwägungen mit dem Theodolit, 2. Auflage, Mohr, Heidelberg 1854.
- Ueber das Herauskommen der Tachinen aus ihren Tönnchen und aus dicht verschlossenen Orten, an welchen diese oft sich befinden. In: Archiv für Naturgeschichte, Jahrgang 21, 1855, S. 189–196.
- Die Lerchenmotte, „Coleophora laricella Hb.“ In: Zeitschrift für Forst- und Jagdwesen, 1. Band, 1869, S. 129–137 (aus seinem Nachlass herausgegeben).